# Patio de los Mármoles (Hospital Real de Granada)

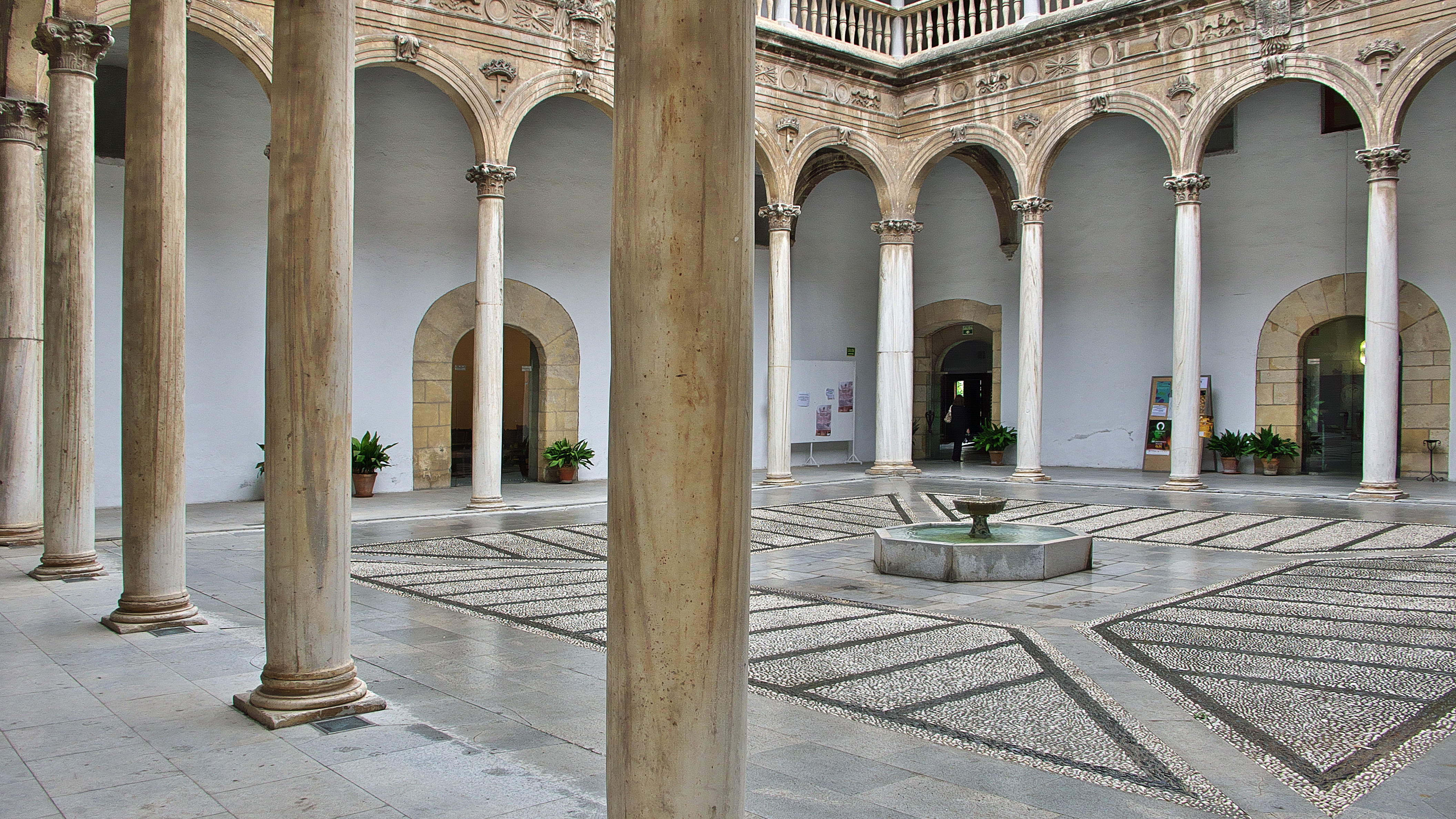
Vista de la planta baja del patio de los Mármoles

El Patio de los Mármoles es un patio en el antiguo Hospital Real de Granada cuyas instalaciones actualmente son usadas por la Universidad de Granada. Fue construido entre 1526 y 1549 por Martín de Bolívar, discípulo de Diego de Siloe, el incendio ocurrido en el Hospital Real el 3 de junio de 1549 impide la finalización de la obra, sin que se completaran los trabajos de la segunda planta.

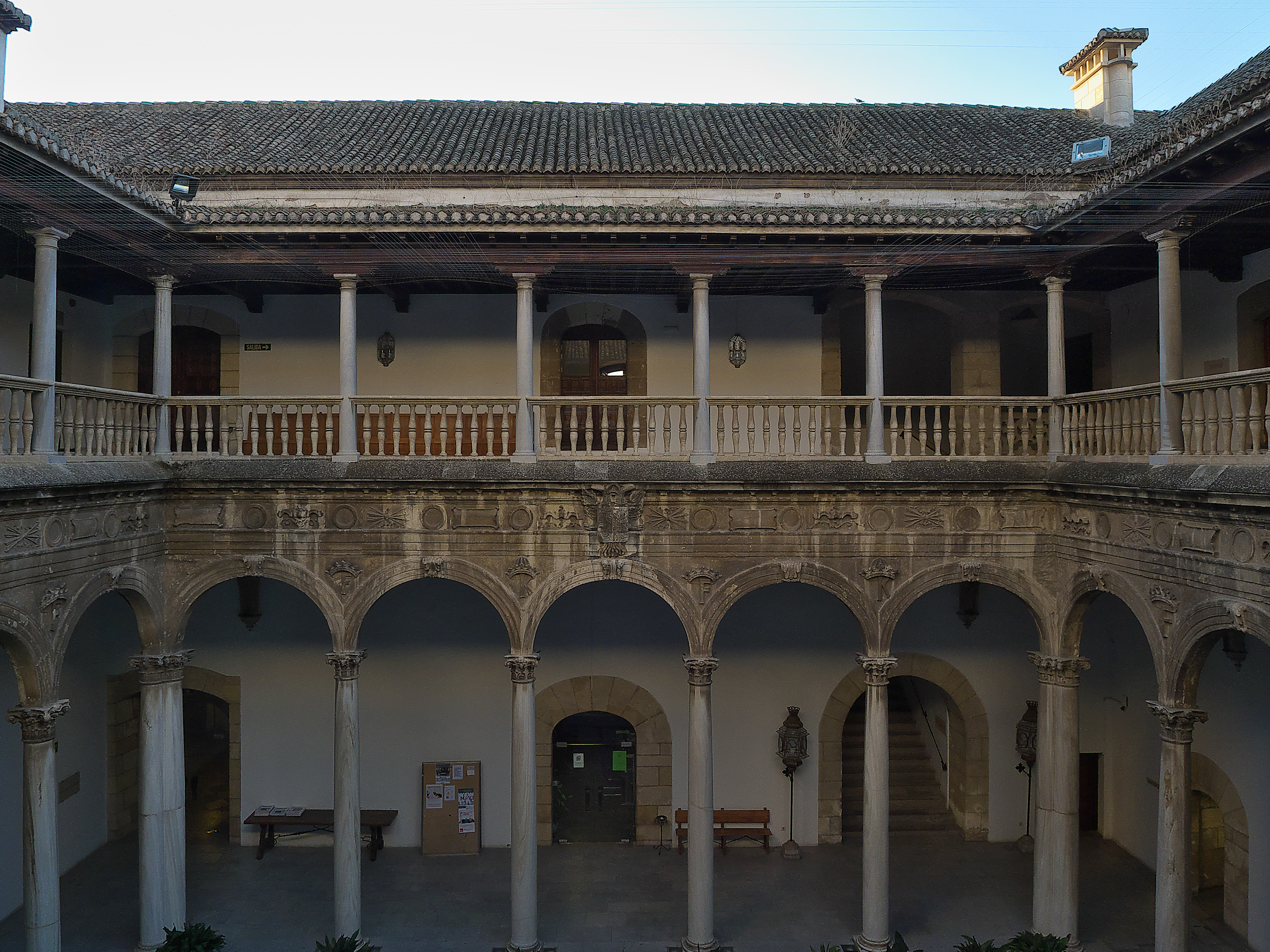
Parte superior de los arcos del patio

Este patio renacentista de planta cuadrada tiene en cada uno de sus lados cinco arcos de medio punto sobre columnas de mármol blanco de Macael con capiteles corintios. En las enjutas de los arcos aparecen las iniciales de los Reyes Católicos coronadas y la de Carlos V con la corona imperial, además de los símbolos de estos reyes el Yugo y las Flechas. Centrando los lados encontramos el escudos de los fundadores Isabel y Fernando y el del Emperador Carlos.5

## Actualidad
El complejo del Hospital Real de Granada está destinado a la universidad desde 1970 y desde 1979 alberga el rectorado y servicios centrales de la universidad, así como la biblioteca universitaria. El patio se usa asimismo para eventos.